# Okalik Island
Okalik Island är en ö i Kanada.   Den ligger i territoriet Nunavut, i den östra delen av landet, 2 200 km norr om huvudstaden Ottawa. Arean är 33 kvadratkilometer.
Terrängen på Okalik Island är lite kuperad. Öns högsta punkt är 516 meter över havet. Den sträcker sig 5,4 kilometer i nord-sydlig riktning, och 9,8 kilometer i öst-västlig riktning.